# Manglobe
株式会社manglobe（manglobe INC.） ，是日本曾經存在的動畫製作公司，2002年成立，2016年9月1日宣告破產倒閉。

## 概要、沿革
2002年2月由SUNRISE製作人小林真一郎與河内山隆創立，首部製作動畫為2004年的《混沌武士》。
2009年之前，主營如《混沌武士》和《死亡代理人》的原創動畫製作，也經營《戰國BASARA》等遊戲的影片部分製作和其他公司的統包業務。
2010年後，業務以《週刊少年Sunday》作品的動畫化，及原作改編作品的動畫製作為主。
2015年9月29日，有此公司的制作人士表示失業，且公司官方網站不能瀏覽，疑似倒閉。10月1日該公司已向東京地方法院申請破產，粗估負債約3.5億日元。
2016年9月1日，法人格消滅，正式走入歷史。

## 作品一覽

### 電視動畫
2000年代
| 年份   | 中文名称   | 日文名称             |
| ------ | ---------- | -------------------- |
| 2004年 | 混沌武士   | サムライチャンプルー |
| 2006年 | 死亡代理人 | Ergo Proxy           |
| 2008年 | 道子與哈金 | ミチコとハッチン     |
| 2009年 | 聖劍鍛造師 | 聖剣の刀鍛冶         |

2010年代
| 年份   | 中文名称                           | 日文名称                                  |
| ------ | ---------------------------------- | ----------------------------------------- |
| 2010年 | 江戶盜賊團五葉                     | さらい屋 五葉                             |
| 2010年 | 只有神知道的世界                   | 神のみぞ知るセカイ                        |
| 2011年 | 只有神知道的世界 II                | 神のみぞ知るセカイII                      |
| 2011年 | 死囚樂園                           | デッドマン・ワンダーランド                |
| 2011年 | 純白交響曲                         | ましろ色シンフォニー                      |
| 2012年 | 旋風管家CAN'T TAKE MY EYES OFF YOU | ハヤテのごとく!CAN'T TAKE MY EYES OFF YOU |
| 2013年 | 旋風管家！Cuties                   | ハヤテのごとく! Cuties                    |
| 2013年 | THE UNLIMITED 兵部京介             |                                           |
| 2013年 | 黑色嘉年華                         | カーニヴァル                              |
| 2013年 | 只有神知道的世界 女神篇            | 神のみぞ知るセカイ 女神篇                 |
| 2013年 | 武士弗拉明戈                       | サムライフラメンコ                        |
| 2015年 | GANGSTA.                           | GANGSTA.                                  |

### 劇場版
- 劇場版 旋風管家 HEAVEN IS A PLACE ON EARTH （2011年）
- 虐殺器官（製作終止，由 GENO STUDIO 接替）

### OVA
- 只有神知道的世界系列
  - 只有神知道的世界 4人與偶像 （2011年）
  - 只有神知道的世界 天理篇 （2012年）
  - 魔法少女☆偶像之星 花音100% （2013年）
- 旋風管家 vol.A （2014年）

### 遊戲
- 戦国BASARA （影片部份 2005年）

### Web Comic
- TRIP TREK （2009年）

### 參與制作
- 蔷薇少女 彷如梦境（動畫製作：NOMAD，OP製作，2005年）
- 天保異聞 妖奇士 （動畫製作：BONES，全片制作協力，2006年-2007年）
- 鬼面騎士 THE SKULL MAN （動畫製作：BONES，全片制作協力，2007年）
- 天元突破 紅蓮螺巖 （動畫製作：GAINAX，全片制作協力，2007年）
- 英雄時代 （動畫製作：XEBEC，全片制作協力，2007年）
- BLUE DROP 〜天使們的戲曲〜 （動畫製作：BeSTACK・旭Production，全片制作協力，2007年）
- Pandora Hearts （動畫製作：XEBEC，全片制作協力，2009年）
- BREAK BLADE 破刃之劍 第二章 訣別之路 （動畫製作：Production I.G・XEBEC，制作協力，2010年）
- 美食獵人TORIKO （動畫製作：東映動畫，全片製作協力，2012年）
- Smile 光之美少女！ （動畫製作：東映動畫，全片製作協力，2012年）
- 夏雪之約 （動畫製作：動畫工房，全片製作協力，2012年）
- 心跳！光之美少女 （動畫製作：東映動畫，全片製作協力，2013年）
- 黑執事 Book of Circus （動畫製作：A-1 Pictures，全片製作協力，2014年）